# Binol
1,1'-Bi-2-naftol (BINOL) är en organisk förening vars huvudsakliga användningsområde är som en ligand i övergångsmetallkatalyserad asymmetrisk syntes. BINOL har axiell kiralitet och de två enantiomererna kan enkelt separeras och är stabila gentemot racemisering.  Den specifika rotationen för de två enantiomererna är +/- 35.5° (c=1 i THF). BINOL är en prekursor för liganden BINAP ((2,2'-bis(diphenylphosphino)-1,1'-binaphthyl)).

## Framställning
Själva syntesen av BINOL är relativt okomplicerad, svårigheten ligger i syntesen av de individuella enantiomererna.
(S)-BINOL framställs direkt genom asymmetrisk oxiditativ sammanlänkning av 2-naftol med koppar(II)klorid. Den kirala liganden i denna reaktion är (S)-(+)-amfetamin.
Racemiskt BINOL kan även framställas genom användning av järn(III)klorid som oxidant. Mekanismen omfattar en komplexbildning av järn(III) med hydroxylgrupperna följt av en radikal kopplingsreaktion för naftolringarna katalyserat genom reduktion av järn(III) till järn(II).
Optiskt aktivt BINOL kan erhållas från racemiskt BINOL genom optisk upplösning. Med en metod bildar alkaloiden N-benzylcinkonidklorid ett kristallint klatrat med BINOL. Klatratet med S-enantiomeren är lösligt i acetonitril. Däremot är Klatratet med R-enantiomeren olösligt i samma lösningsmedel.
I en annan metod får BINOL reagera med syrakloriden pentanoylklorid för att erhålla di-esterföreningen. Enzymet kolesterolesteras tillsätts sedan i form av bovint sköldkörtel-acetonpulver vilket hydrolyserar (S)-diestern men inte (R)-diestern..  (R)-dipentanoatet hydrolyseras sedan i ett andra steg med natriummetoxid.
Ytterligare en metod använder sig av HPLC med kiralt stationära faser.

## BINOL-föreningar
Ett flertal varianter av BINOL existerar där BINAP är en.
Föreningen AlLibis(binaphthoxid) (ALB) framställs genom att reagera BINOL med Litiumaluminiumhydrid.
Föreningen har vidare använts i asymmetrisk Michaelreaktion med cyclohexenon och dimetylmalonat: